# لوونشتدت
لوونشتدت (به آلمانی: Löwenstedt) یک شهر در آلمان است که در نوردفرایسلند واقع شده‌است.
 لوونشتدت  ۶۷۷ نفر جمعیت دارد.